# Жаманаші
Жамана́ші (каз. Жаманащы) — станційне селище у складі Зерендинського району Акмолинської області Казахстану. Входить до складу Алексієвської селищної адміністрації.
Населення — 53 особи (2021; 60 у 2009, 54 у 1999, 39 у 1989).
Національний склад станом на 1989 рік:
- росіяни — 46 %;
- казахи — 35 %.

Станом на 1989 рік селище називалось село Жаманащи, ще раніше — роз'їзд Жаман-Ащи.